# Henry B. Lovering
Henry Bacon Lovering (* 8. April 1841 in Portsmouth, New Hampshire; † 5. April 1911 in Wakefield, Massachusetts) war ein US-amerikanischer Politiker. Zwischen 1883 und 1887 vertrat er den Bundesstaat Massachusetts im US-Repräsentantenhaus.

## Werdegang
Henry Lovering besuchte die öffentlichen Schulen in Lynn und danach die Phillips Exeter Academy in Exeter. Während des Bürgerkrieges diente er im Heer der Union. Nach dem Krieg begann er als Mitglied der Demokratischen Partei eine politische Laufbahn. In den Jahren 1872 und 1874 saß er als Abgeordneter im Repräsentantenhaus von Massachusetts; von 1879 bis 1880 war er Stadtassessor. Danach amtierte er zwischen 1881 und 1882 als Bürgermeister von Lynn.
Bei den Kongresswahlen des Jahres 1872 wurde Lovering im sechsten Wahlbezirk von Massachusetts in das US-Repräsentantenhaus in Washington, D.C. gewählt, wo er am 4. März 1883 die Nachfolge von Eben F. Stone antrat. Nach einer Wiederwahl konnte er bis zum 3. März 1887 zwei Legislaturperioden im Kongress absolvieren. Im Jahr 1886 wurde er nicht wiedergewählt. Nach dem Ende seiner Zeit im US-Repräsentantenhaus kandidierte er im Jahr 1887 erfolglos für das Amt des Gouverneurs von Massachusetts.
Zwischen 1888 und 1891 war Lovering US Marshal für seinen Staat. Danach war er von 1891 bis 1893 Leiter des Staatsgefängnisses. Zwischen 1894 und 1898 war er als Pension Agent bei der Rentenverwaltung in Boston tätig. In den Jahren 1902 bis 1905 leitete er in Boston das Eichamt (Sealer of Weights and Measures). Danach führte er dort bis 1907 das Soldatenheim „Charden street Soldiers′ Home“. Dann zog er nach Wakefield, wo er am 5. April 1911 starb.